# 克库特
克库特，是匈牙利绍莫吉州所辖的一个村。总面积20.23平方公里，总人口637，人口密度31.5人/平方公里（2011年1月1日）。